# Ceratobasidium bicorne
Ceratobasidium bicorne é uma espécie de fungo pertencente à família Ceratobasidiaceae.